# Граф Балкаррес
Граф Балкаррес — графский титул пэра Шотландии. Создан в 1651 году для Александра Линдси, 2-го лорда Балкарреса. Титул графа Балкарреса носят представители рода Линдси.
В январе 1808 года угас древний род графов Кроуфорд, который с 1398 года носили члены семьи Линдси. В 1843 году Джеймс Линдси, 7-й граф Балкаррес, заявил о своих претензиях на титул графа Кроуфорда. Его претензии были основаны на исследованиях его старшего сына Александра. В 1848 году Палата лордов удовлетворила его иск. Александр Линдси, 6-й граф Балкаррес был посмертно объявлен 23-м графом Кроуфордом, а его сын Джеймс Линдси, 7-й граф Балкаррес, стал 24-м графом Кроуфордом. Графские титулы Балкаррес и Кроуфорд в 1848 году были объединены.
Родовая резиденция находится в Балкаррес-хаусе в области Файф.

## Лорды Балкаррес (1633)
- 1633—1642: Дэвид Линдси, 1-й лорд Балкаррес (17 марта 1587 — март 1642), второй сын Джона Линдси, лорда Менмуира (1552—1598) и внук Дэвида Линдси, 9-го графа Кроуфорда;
- 1642—1659: Александр Линдси, 2-й лорд Балкаррес (6 июля 1618 — 30 августа 1659), старший сын предыдущего, 1-й граф Балкаррес с 1651 года.

## Графы Балкаррес (1651)
- 1651—1659: Александр Линдси, 1-й граф Балкаррес (6 июля 1618 — 30 августа 1659), старший сын Дэвида Линдси, 1-го лорда Балкарреса;
- 1659—1662: Чарльз Линдси, 2-й граф Балкаррес (7 февраля 1650 — 15 октября 1662), старший сын предыдущего;
- 1662—1722: Колин Линдси, 3-й граф Балкаррес (23 августа 1652—1722), младший сын 1-го графа Балкарреса;
- 1722—1736: Александр Линдси, 4-й граф Балкаррес (род. до 1690 — ум. 25 июля 1736), старший сын предыдущего от третьего брака с леди Маргарет Кэмпбелл (ум. 1747);
- 1736—1768: Джеймс Линдси, 5-й граф Балкаррес (14 ноября 1691 — 20 февраля 1768), младший сын 3-го графа Балкарреса от третьего брака с Маргарет Кэмпбелл;
- 1768—1825: Александр Линдси, 6-й граф Балкаррес (18 января 1752 — 27 марта 1825), старший сын Джеймса Линдси, 5-го графа Балкарреса, и Энн Далримпл (1727—1820). Посмертно объявлен 23-й графом Кроуфордом в 1848 году;
- 1825—1869: Джеймс Линдси, 7-й граф Балкаррес (23 апреля 1783 — 15 декабря 1869), старший сын 6-го графа Балкарреса от брака с Элизабет Далримпл (1759—1816), с 1848 года — 24-й граф Кроуфорд.

Все последующие графы Кроуфорд носили титул графа Балкарреса.